# (8709) Kadlu
(8709) Kadlu (1994 JF1) – planetoida z grupy przecinających orbitę Marsa okrążająca Słońce w ciągu 4,04 lat w średniej odległości 2,53 au. Odkryta 14 maja 1994 roku.